# ريزدنت إيفل: الجزاء
ريزدنت إيفل: رتريبيوشن (بالإنجليزية: Resident Evil: Retribution؛ يتجم كـ « الشر المقيم: الجزاء »)‏ هو فيلم رعب خيال علمي بتقنية 3D من إنتاج 2012، عمل كتبه وأخرجه بول أندرسون. والفيلم هو الجزء الخامس في سلسلة أفلام « ريزدنت إيفل »، والتي تستند من سلسلة ألعاب فيديو رعب البقاء بنفس الاسم.
أهم ما ميز الفيلم هو ظهور شخصيات جديدة سبق لها أن ظهرت في لعبة فيديو.
التصوير بدأ في تشرين الأول 2010 واتهى في ديسمبر 2011, واطلاق الفيلم في 14 سبتمبر 2012.

## شخصيات
- ميلا جوفوفيتش بدور أليس
- سينا جلوري بدور جيل فالنتاين
- ميشيل رودريجيز كما رين أوكامبو
- جون ارب بدور ليون س. كينيدي

## وصلات خارجية
- Viral Umbrella Corporation website
- ريزدنت إيفل: الجزاء على موقع IMDb (الإنجليزية)
- ريزدنت إيفل: الجزاء على موقع ميتاكريتيك (الإنجليزية)
- ريزدنت إيفل: الجزاء على موقع روتن توميتوز (الإنجليزية)
- ريزدنت إيفل: الجزاء على موقع نتفليكس (الإنجليزية)
- ريزدنت إيفل: الجزاء على موقع قاعدة بيانات الأفلام العربية
- ريزدنت إيفل: الجزاء على موقع ألو سيني (الفرنسية)
- ريزدنت إيفل: الجزاء على موقع Turner Classic Movies (الإنجليزية)
- ريزدنت إيفل: الجزاء على موقع أول موفي (الإنجليزية)
- ريزدنت إيفل: الجزاء على موقع بوكس أوفيس موجو (الإنجليزية)
- ريزدنت إيفل: الجزاء على موقع فيلمافينيتي (الإسبانية)